# Elaeocarpus angustipes
Elaeocarpus angustipes är en tvåhjärtbladig växtart som beskrevs av Paul Erich Otto Wilhelm Knuth. Elaeocarpus angustipes ingår i släktet Elaeocarpus och familjen Elaeocarpaceae. Inga underarter finns listade i Catalogue of Life.